# District de Dima Hasao
Le district de Dima Hasao (assamais : ডিমা হাছাও জিলা), anciennement district des monts du Cachar septentrional (assamais : উত্তৰ কাছাৰ পাৰ্বত্য জিলা), est un district de l'état d’Assam en Inde.

## Géographie
Le district s’étend sur une superficie de 4 888 km2 et sa population était de 214 102 habitants en 2011.
Le chef-lieu du district est Haflong.